# Anderson Peters
Anderson Peters (ur. 21 października 1997) – grenadyjski lekkoatleta specjalizujący się w rzucie oszczepem.
W 2013 został zajął 9. miejsce podczas mistrzostw świata juniorów młodszych w Doniecku, a rok później triumfował podczas juniorskich mistrzostw Ameryki Środkowej i Karaibów. Srebrny medalista mistrzostw panamerykańskich juniorów w Edmonton (2015). W 2016 zdobył brąz na juniorskich mistrzostwach świata w Bydgoszczy. Dwa lata później został brązowym medalistą igrzysk Wspólnoty Narodów. Duże międzynarodowe sukcesy osiągnął w sezonie 2019 – najpierw został złotym medalistą igrzysk panamerykańskich, a jesienią w Dosze wywalczył tytuł mistrza świata. Bez awansu do finału startował na igrzyskach olimpijskich w Tokio (2021). W 2022 obronił tytuł mistrza świata w Eugene i został wicemistrzem igrzysk Wspólnoty Narodów, natomiast dwa lata później wywalczył brązowy medal igrzysk olimpijskich w Paryżu.
Medalista CARIFTA Games, mistrzostw Grenady oraz Trynidadu i Tobago. Złoty medalista czempionatu NCAA.
Rekord życiowy: 93,07 (13 maja 2022, Doha), rekord Ameryki Północnej, 5. wynik w historii światowej lekkoatletyki.

## Osiągnięcia
| Rok  | Impreza                                                  | Miejsce      | Pozycja           | Wynik |
| ---- | -------------------------------------------------------- | ------------ | ----------------- | ----- |
| 2013 | Mistrzostwa świata juniorów młodszych                    | Donieck      | 9. miejsce        | 67,98 |
| 2014 | Mistrzostwa Ameryki Środkowej i Karaibów juniorów (U-18) | Morelia      | 1. miejsce        | 72,39 |
| 2015 | Mistrzostwa panamerykańskie juniorów                     | Edmonton     | 2. miejsce        | 72,11 |
| 2016 | Mistrzostwa świata juniorów                              | Bydgoszcz    | 3. miejsce        | 79,65 |
| 2017 | Mistrzostwa świata                                       | Londyn       | el. – 20. miejsce | 78,99 |
| 2018 | Igrzyska Wspólnoty Narodów                               | Gold Coast   | 3. miejsce        | 82,20 |
| 2018 | Igrzyska Ameryki Środkowej i Karaibów                    | Barranquilla | 2. miejsce        | 81,80 |
| 2018 | Mistrzostwa strefy NACAC                                 | Toronto      | 1. miejsce        | 79,65 |
| 2018 | Puchar interkontynentalny                                | Ostrawa      | 3. miejsce        | 80,86 |
| 2019 | Mistrzostwa strefy NACAC U23                             | Querétaro    | 1. miejsce        | 81,89 |
| 2019 | Igrzyska panamerykańskie                                 | Lima         | 1. miejsce        | 87,31 |
| 2019 | Mistrzostwa świata                                       | Doha         | 1. miejsce        | 86,89 |
| 2021 | Igrzyska olimpijskie                                     | Tokio        | el. – 15. miejsce | 80,42 |
| 2022 | Mistrzostwa świata                                       | Eugene       | 1. miejsce        | 90,54 |
| 2022 | Igrzyska Wspólnoty Narodów                               | Birmingham   | 2. miejsce        | 88,64 |
| 2023 | Mistrzostwa świata                                       | Budapeszt    | el. – 16. miejsce | 78,49 |
| 2024 | Igrzyska olimpijskie                                     | Paryż        | 3. miejsce        | 88,54 |